# Nazlı Tolga
Nazlı Tolga Brenninkmeyer (8 de noviembre de 1979, Ankara,Turquía) es una periodista y presentadora de noticias turco-holandesa. Fue presentadora del programa líder en asuntos locales y exteriores FOX Ana Haber y Nazlı Tolga ile Haber Masası.

## Biografía
Nazlı Tolga nació en el seno de una familia musulmana-turca de Samsun y Malatya en Ankara. Habla con fluidez el turco, el holandés, el portugués brasileño y el inglés. Después de completar su educación primaria en Estambul y su educación secundaria en Colegio Americano del Üsküdar de Estambul, asistió a la Facultad de Comunicación de la Universidad de Mármara, la principal institución de educación y estudios de comunicación de Turquía. Estudió en el Departamento de Periodismo.
En 1998 Tolga comenzó su carrera profesional como reportera cuando solo tenía 19 años hasta 2003 en Kanal D. Posteriormente en Show TV, Skyturk como programadora de noticias de 2003 a 2007. 
En 2007 comenzó en el noticiero vespertino de la FOX TV en lugar de Aslıgül Atasagun.
En septiembre de 2013 abandonó su trabajo al casarse con un holandés y se fue a vivir fuera de su país. 
Reside en Brasil, Londres y Shanghái. Es católica desde 2013. Además, Nazlı Tolga se convirtió en madre en los últimos años.
Además, Nazlı Tolga tiene una hermana mayor llamada Eda, que nació en 1978.

## Programas de televisión presentados
- Kanal D Gece Haberleri (Kanal D-1998-2002),
- Nazlı Tolga ile Haber Masası (Skyturk-2004-septiembre de 2007),
- Show Haber (en 2002-2003),
- FOX ON Ana Haber (en 2008-2010),
- Nazlı Tolga ile Fox Ana Haber (en septiembre de 2007-14 de junio de 2013)